# Ommatotriton vittatus
Espèce
Synonymes
- Triton vittatus Gray, 1835
- Salamandra vittatus Guérin-Méneville, 1838
- Molge syriacus Lataste, 1877
- Triton vittatus excubitor Wolterstorff, 1905
- Triton vittatus cilicensis Wolterstorff, 1906
- Triton vittatus chuldaensis Bodenheimer, 1926 "1925"

Statut de conservation UICN

 LC  : Préoccupation mineure
Ommatotriton vittatus est une espèce d'urodèles de la famille des Salamandridae.

## Répartition
Cette espèce de salamandre se rencontre dans le sud-est de la Turquie, en Arménie, en Géorgie, dans la fédération de Russie, dans l'ouest de la Syrie, dans le nord de l'Irak, au Liban et en Israël. Ses habitats naturels sont les forêts tempérées, les prairies tempérées, les rivières, les lacs d'eau douce, les marais, les terres arables, les zones urbaines, les étangs, les canaux et les fossés. Il est menacé par perte d'habitats.

## Reproduction
La reproduction se déclenche après l'hibernation. La femelle pond 100-200 œufs qu'elle dépose dans les plantes aquatiques.

## Animal domestique
Ces tritons sont rarement disponibles dans les magasins d'animaux de compagnie. Pourtant un aquarium de 100 litres peut contenir 6 à 8 tritons.

## Publication originale
- Jenyns, 1835 : A Manual of British Vertebrate Animals. Cambridge, Pitt Press (texte intégral).